# 瓦西列·伯尔布列斯库
瓦西列·伯尔布列斯库（羅馬尼亞語：Vasile Bărbulescu；1933年10月15日—1991年），罗马尼亚共产党中央政治执行委员会委员、中央书记处书记，尼古拉·齐奥塞斯库的妹夫。

## 生平
1926年，出生于罗马尼亚奥尔特县斯科尔尼切什蒂。
1942年，在斯科尔尼切什蒂的研磨厂当机工。
1945年，加入罗马尼亚共产主义青年联盟。
1947年，任罗马尼亚共产主义青年联盟斯科尔尼切什蒂乡委员会书记，
1949年，任罗马尼亚劳动青年联盟波特夸瓦农村区委员会指导员。
1949年，服兵役。
1950年，在中央党校学习，任罗马尼亚劳动青年联盟斯拉蒂纳区委员会指导员、阿尔杰什州委员会指导员。
1954年，加入罗马尼亚工人党，任斯科尔尼切什蒂集体农庄工人。
1956年，任斯科尔尼切什蒂乡人民委员会执行委员会主席。
1960年，任斯科尔尼切什蒂集体农庄主席。
1968年，任罗马尼亚共产党奥尔特县委员会委员。
1974年，为罗共中央候补委员。
1979年，为罗共中央委员。
1980年，任罗马尼亚农业生产和合作社全国联合会理事会主席。
1982年，任罗马尼亚共产党中央农业劳动工作部副部长。
1982年，任罗马尼亚共产党奥尔特县委员会第一书记兼奥尔特县人民委员会执行委员会主席。
1983年，任全国林业委员会委员。
1986年，任罗马尼亚共产党中央委员会书记处书记，分管农业工作。
1989年，罗马尼亚革命后回到家乡。
1991年，逝世。